# Alexandre Brongniart
Alexandre Brongniart, född 10 februari 1770 i Paris, Frankrike, död 7 oktober 1847 i Paris, var en fransk kemist, geolog och zoolog, vilken samarbetade med Georges Cuvier på en geologisk studie av Paris-regionen.

## Biografi
Brongniart var son till arkitekten Alexandre-Théodore Brongniart och far till botanisten Adolphe-Théodore Brongniart. Auktorsnamnet Al.Brongn. kan användas för Alexandre Brongniart i samband med ett vetenskapligt namn inom botaniken; se Wikipediaartiklar som länkar till auktorsnamnet.
Brongniart var lärare på gruvskolan "École de Mines" i Paris och blev 1800 porslinfabrikör i Sèvres. Han introducerade en ny klassificering av kräldjur och skrev flera studier om mineralogi och keramisk konst. Brongiart gjorde även en omfattande studie på trilobiter samt gjorde pionjärinsatser på ämnet stratigrafi i Frankrike (läran om geologiska lagerföljder), samt även använd som dateringsmetod inom arkeologin.
Hans insatser kan jämföras med de William Smith gjorde i England. Bland hans främsta insatser kan nämnas de tillsammans med Georges Cuvier utförda studierna av Parisbäckenets tertiär, publicerad i Description géologique des environs de Paris (1811, 3:e upplagan 1854). 1822 blev han professor i mineralogi vid Musée d'histoire naturelle
Brongniart var också grundare av det franska keramiska museet, Le musée national de Céramique, samt direktör för Sèvres Porcelain Factory mellan 1800 och 1847. Han utgav även en handbok i keramik (3 band, 1844, 2:a upplagan 1854). År 1823 invaldes han som utländsk ledamot nummer 248 av Kungliga Vetenskapsakademien, och besökte 1824 tillsammans med sin son Adolphe-Théodore Brongniart Sverige.